# ساکولینسکایا
ساکولینسکایا (به لاتین: Sakulinskaya) یک منطقهٔ مسکونی در روسیه است که در استان آرخانگلسک واقع شده‌است.